# متحف الفن الإسلامي في برلين
يقع متحف الفن الإسلامي في متحف برغامون وهو جزء من المتاحف الحكومية في برلين.

## المجموعة
يعرض المتحف أعمالاً متنوعة من الفن الإسلامي من القرن السابع حتى القرن التاسع عشر من المنطقة الواقعة بين إسبانيا والهند. أدت أنشطة التنقيب في قطسيفون وسامراء والطابغة، بالإضافة إلى فرص الاستحواذ، إلى جعل مصر والشرق الخارجي وإيران على وجه الخصوص نقاط محورية مهمة. يتم تمثيل المناطق الأخرى بأشياء أو مجموعات مهمة، مثل فن الخط والرسم المصغر من الإمبراطورية المغولية أو الأعمال الفنية العاجية الصقلية.

### الأشياء المهمة للمجموعة
نظرًا لحجمها أو أهميتها التاريخية للفن أو شعبيتها لدى زوار المتحف، فإن أبرزها:
- واجهة المشتى
- غرفة حلب وهي ألواح الجدران من منزل السمسار في حلب، سوريا، والتي تم تكليفها خلال الفترة العثمانية.[5]
- قبة من قصر الحمراء[6][7][8]
- محراب من كاشان
- محراب من قونية
- التنين - سجادة العنقاء ، آسيا الصغرى، أوائل القرن الخامس عشر.
- القرآن الكريم للطي، من آسيا الصغرى (قونية)، القرن ال13
- فن الكتاب (تغيير المعرض في خزانات فن الكتاب).

بالإضافة إلى المعرض الدائم، يعرض المتحف أيضًا معارض للفن الحديث من العالم الإسلامي، في عام 2008، على سبيل المثال، «البهجة التركية» (التصميم التركي المعاصر) و «النقش» (الجنس ونماذج يحتذى بها في إيران).

في عام 2009، تلقى المتحف على سبيل الإعارة الدائمة مجموعة من الأعمال الفنية الإسلامية من جامع لندن إدموند دي أونجر (1918-2011)، ما يسمى «مجموعة كير»، التي كانت موجودة سابقًا في منزله في هام، ساري. تضم المجموعة، التي تم تجميعها على مدار أكثر من 50 عامًا، حوالي 1500 عمل فني تمتد إلى 2000 عام وهي واحدة من أكبر المجموعات الخاصة للفن الإسلامي. تم عرض أكثر من مائة معروض من مجموعة Keir لأول مرة في 2007/2008 في المعرض الخاص ساملرجولك (بالألمانية: Sammlerglück). عرض الفن الإسلامي من مجموعة إدموند دي أنجر للجمهور في متحف برغامون. أقيم معرض خاص آخر بأجزاء من هذا القرض اعتبارًا من مارس 2010 كجزء من المعرض الدائم لمتحف الفن الإسلامي بعنوان ساملرجولك. روائع الفن الإسلامي من مجموعة كير. في يوليو 2012، تم إنهاء التعاون بين المتاحف الوطنية في التراث الثقافي لبرلين-بروسيا ومالكي مجموعة إدموند دي أونجر وتم سحب المجموعة، التي كانت تهدف في الأصل إلى قرض طويل الأجل. كانت الأسباب المقدمة أفكارًا متباينة حول كيفية الاستمرار في العمل مع المجموعة.

مثال عن الأشياء المهمّة في المتحف
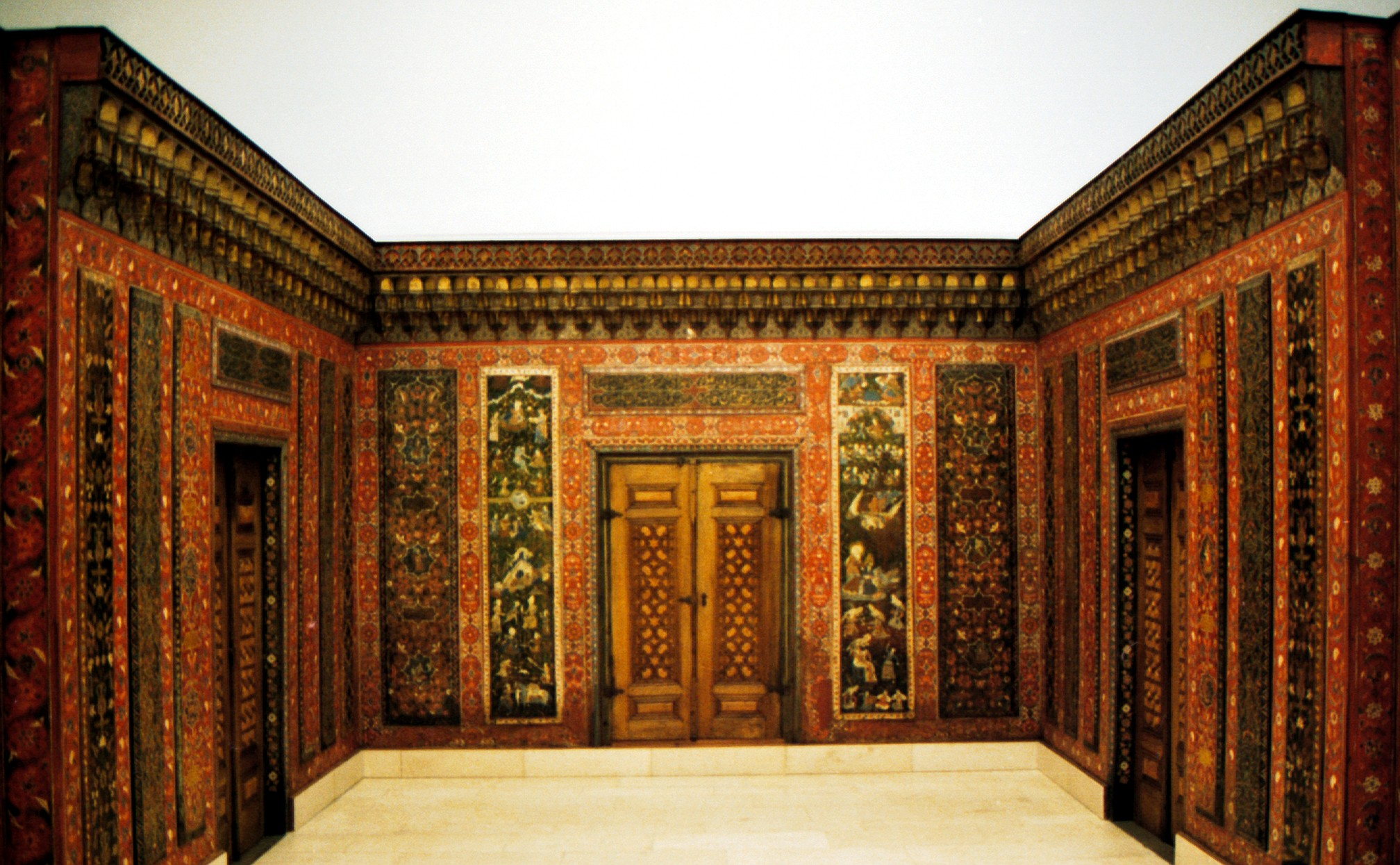
غرفة حلب
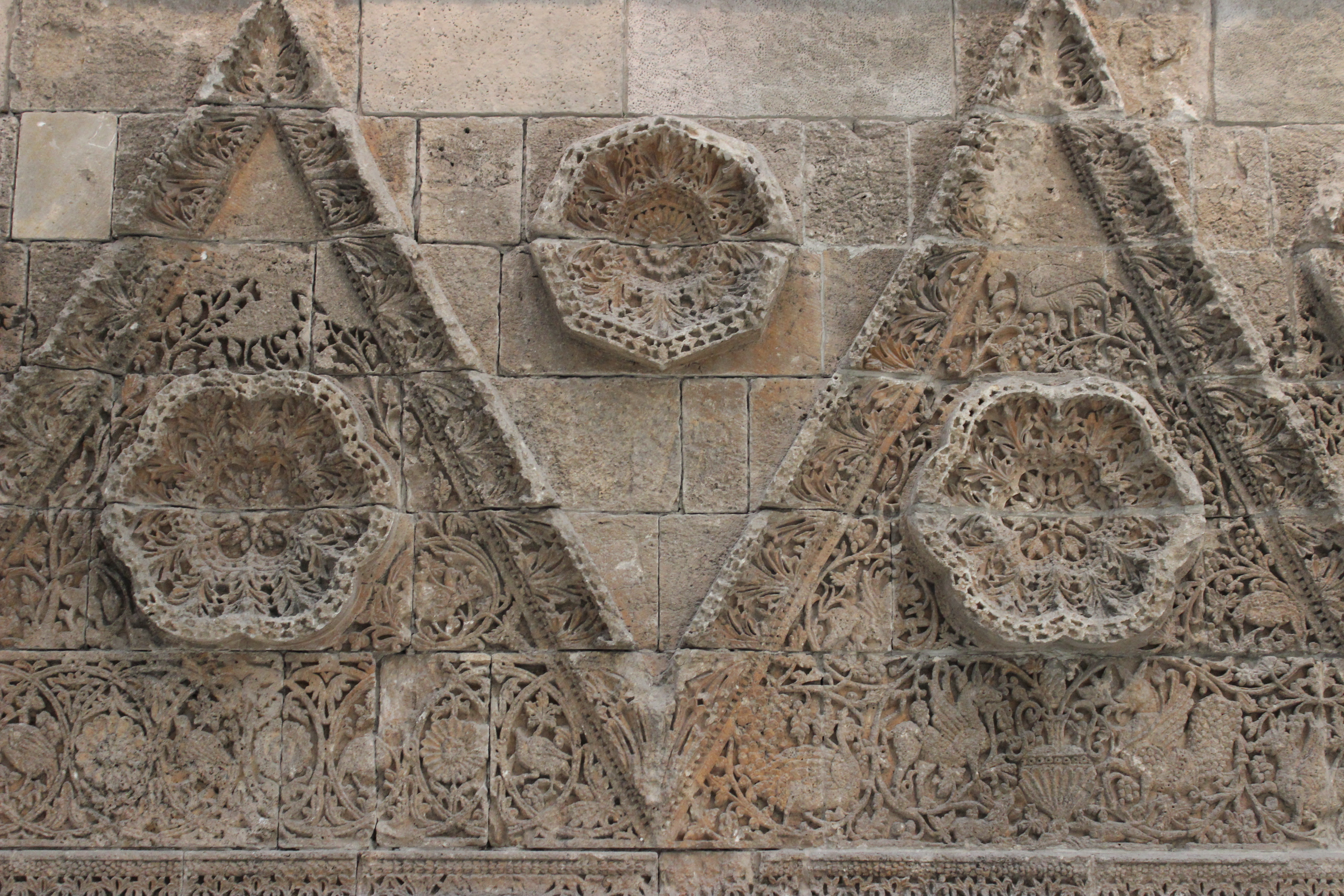
واجهة المشتى
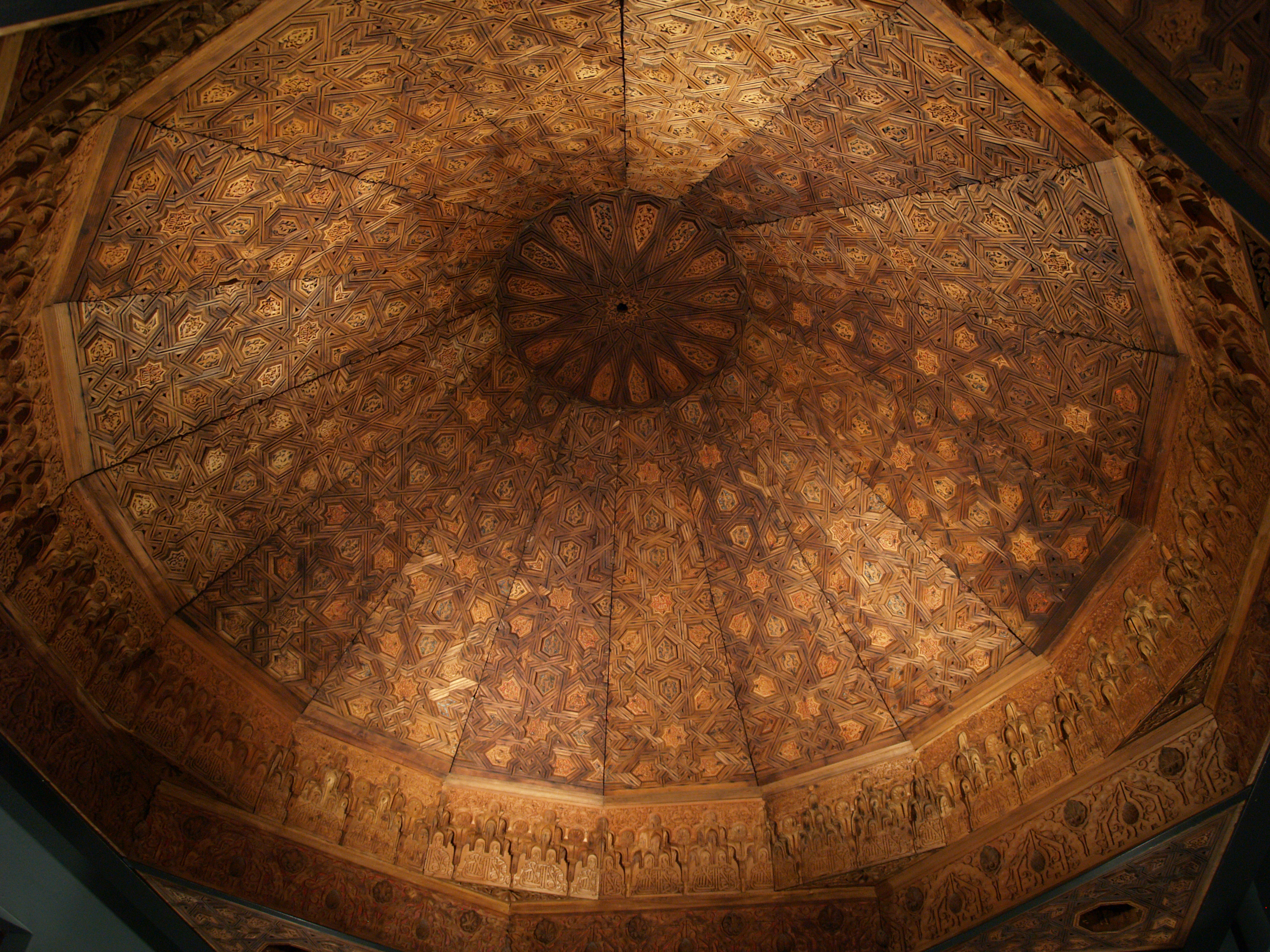
السقف من توري دي لاس داماس (الحمراء)
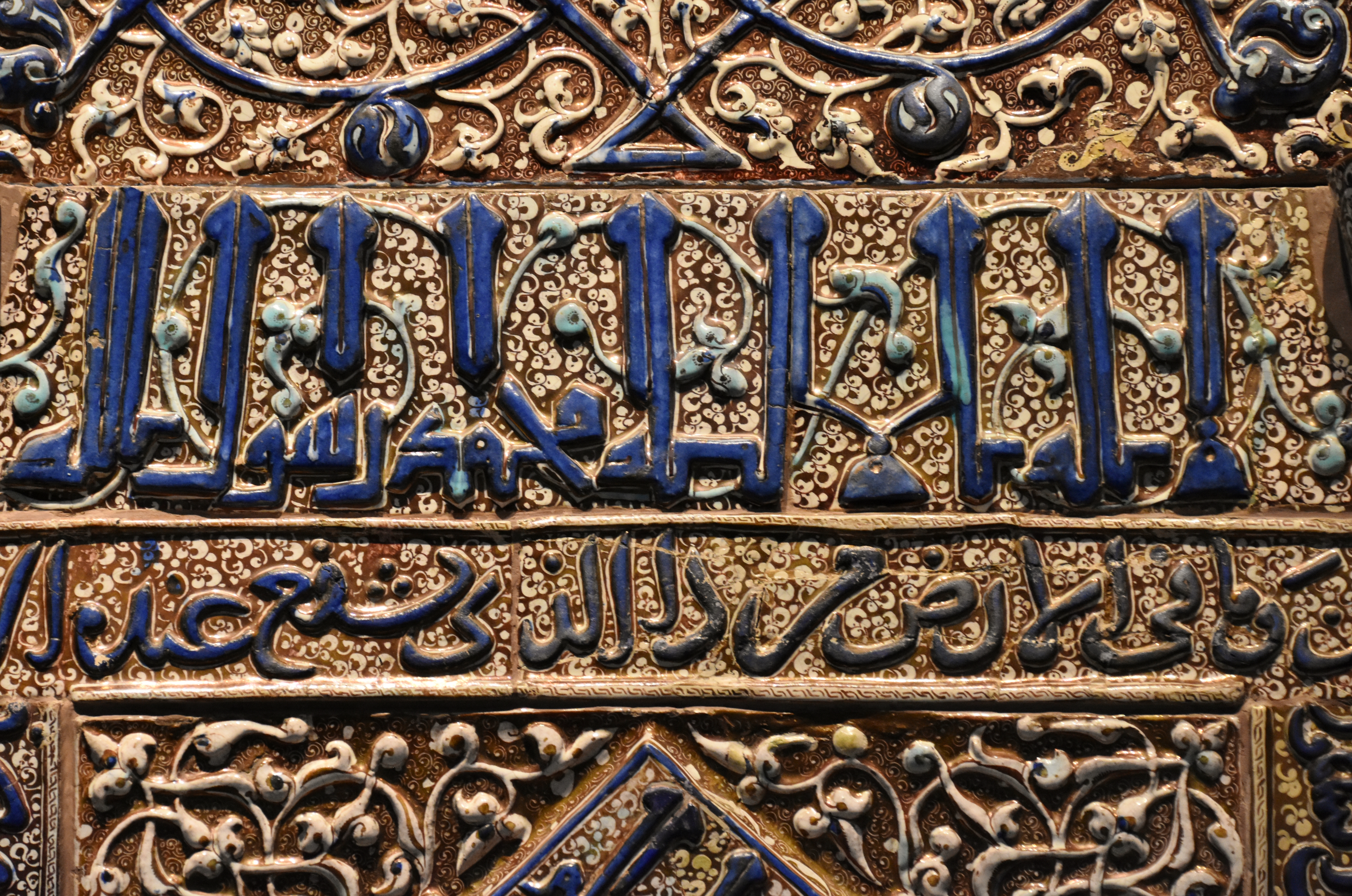
محراب من كاشان
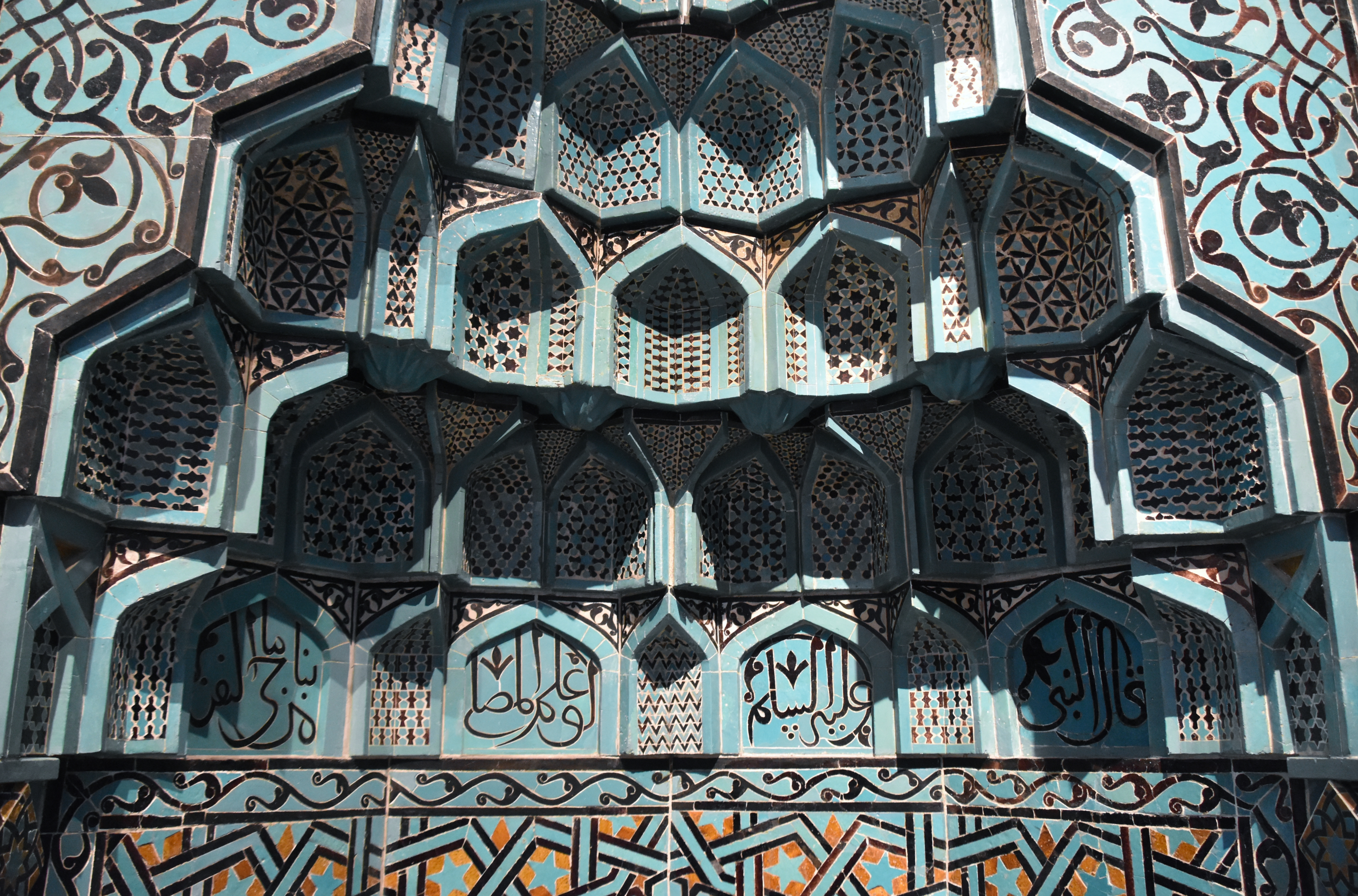
محراب من قونية
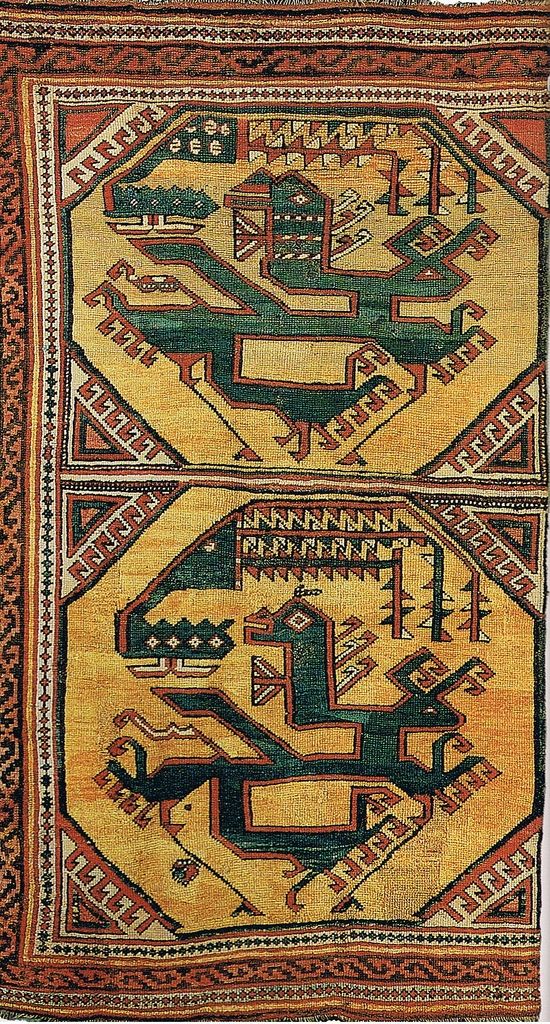
سجادة التنين أو العنقاء
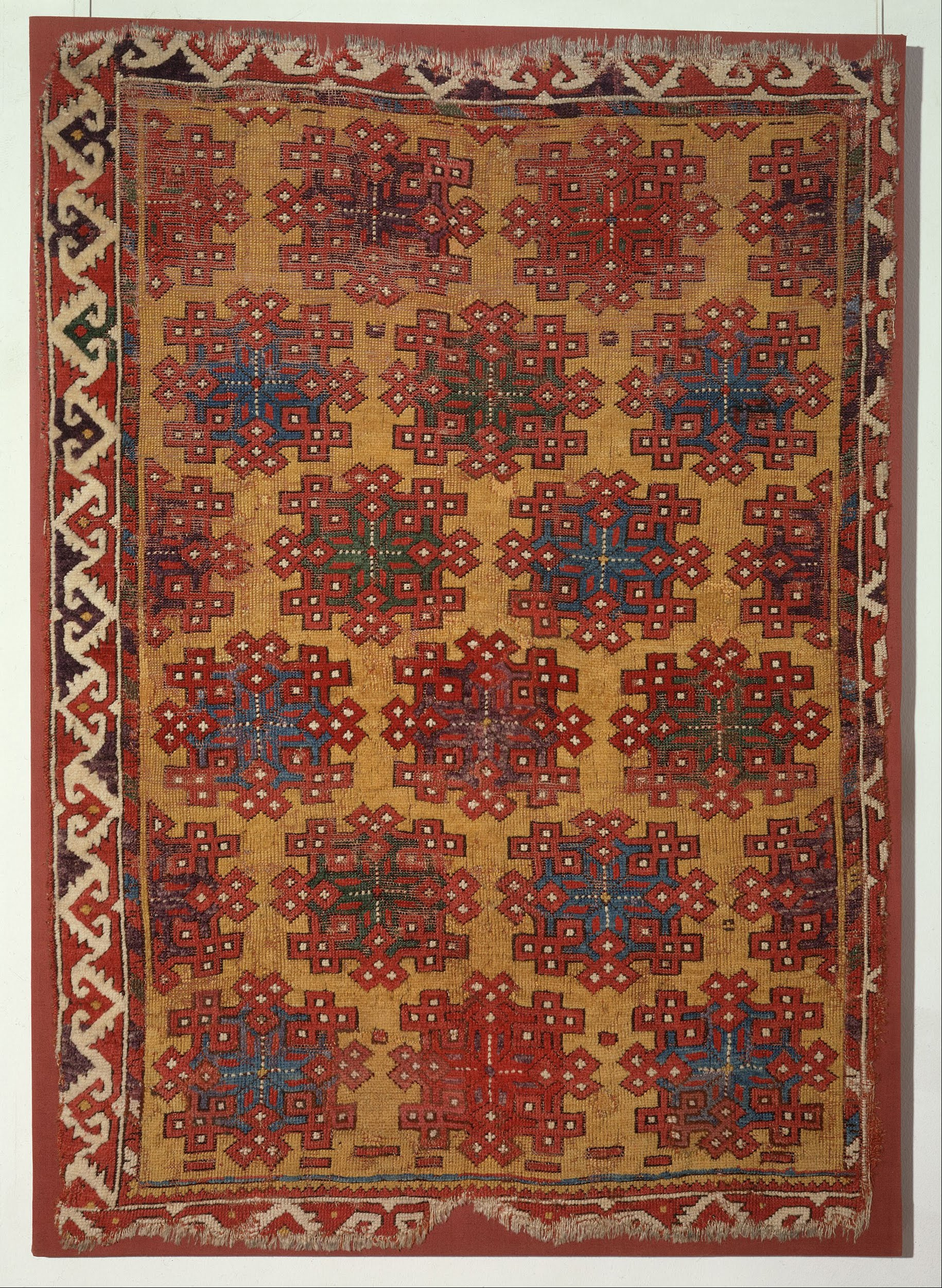
سجادة هولبين  [لغات أخرى]‏
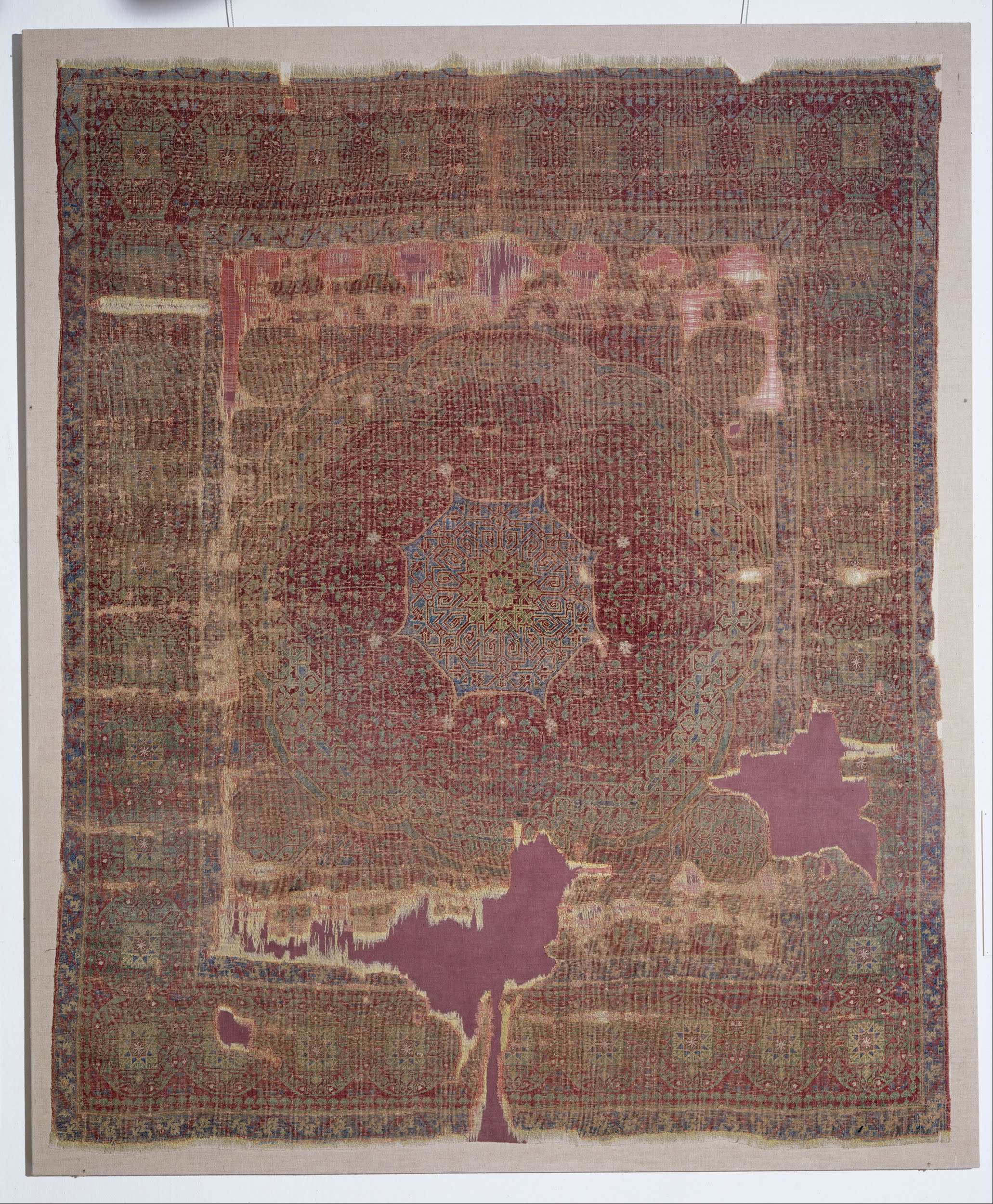
سجادة صلاة مملوكية
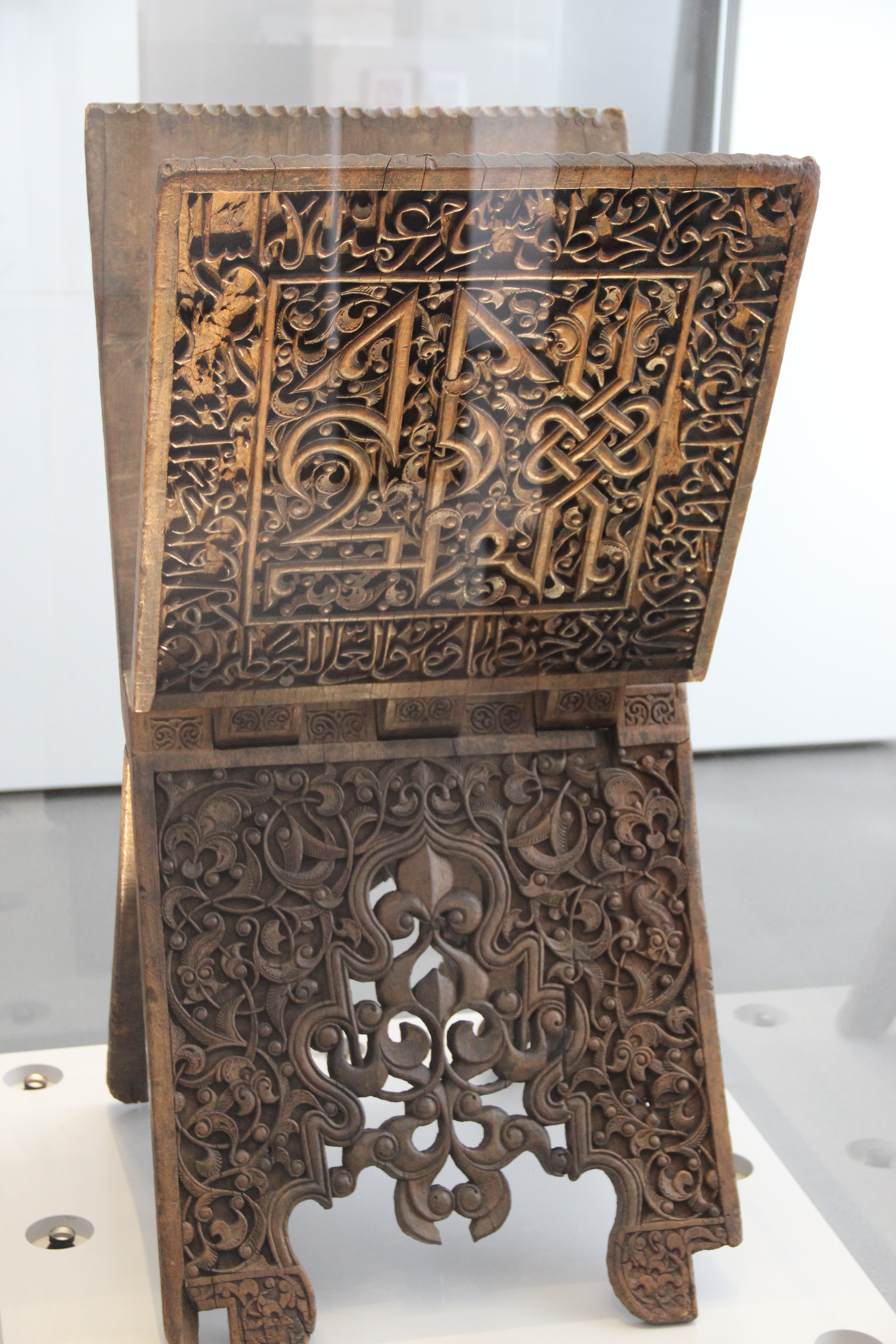
مكتب قابل للطي
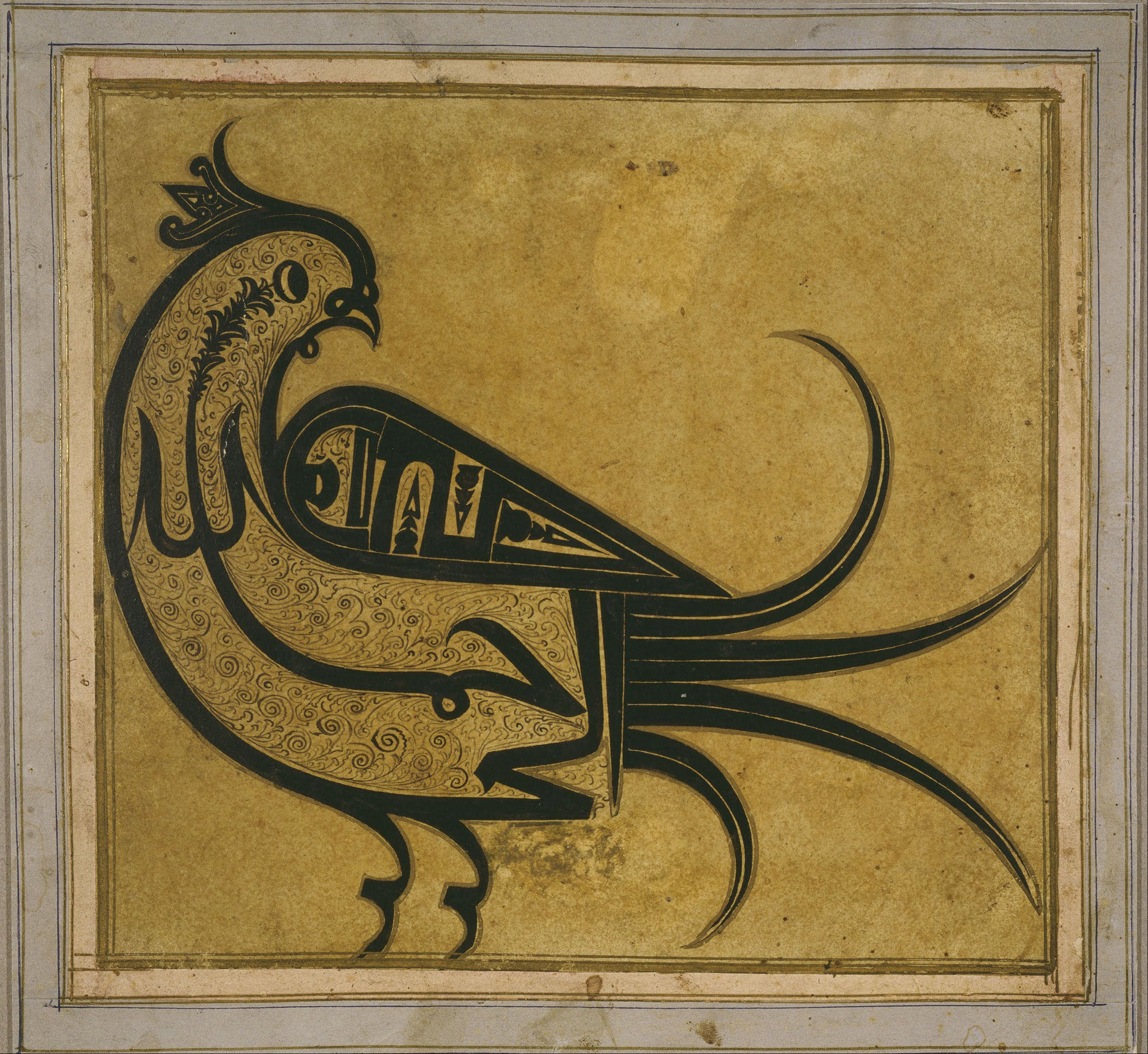
فن الخطّ
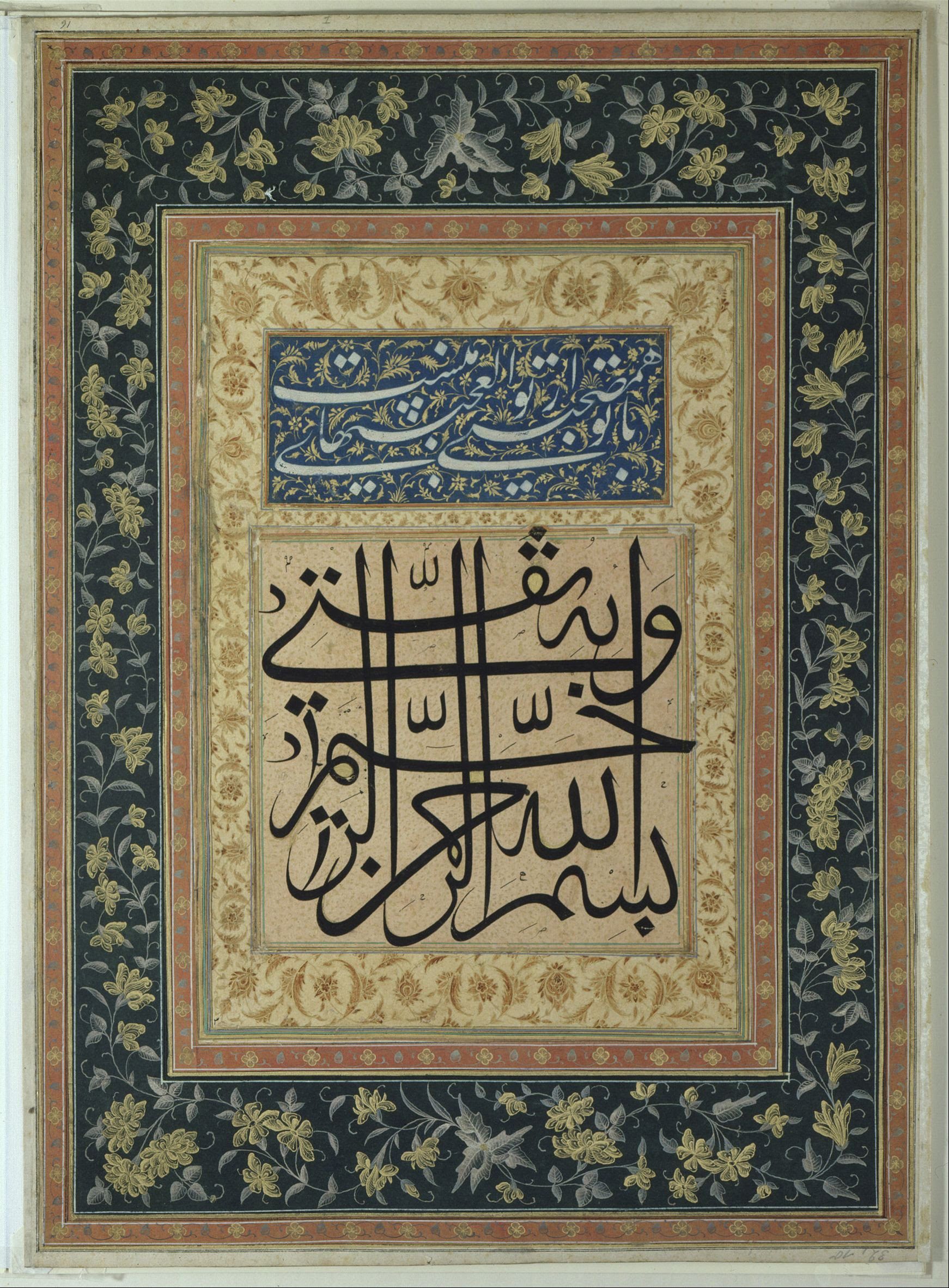
صفحة زخرفية خطية
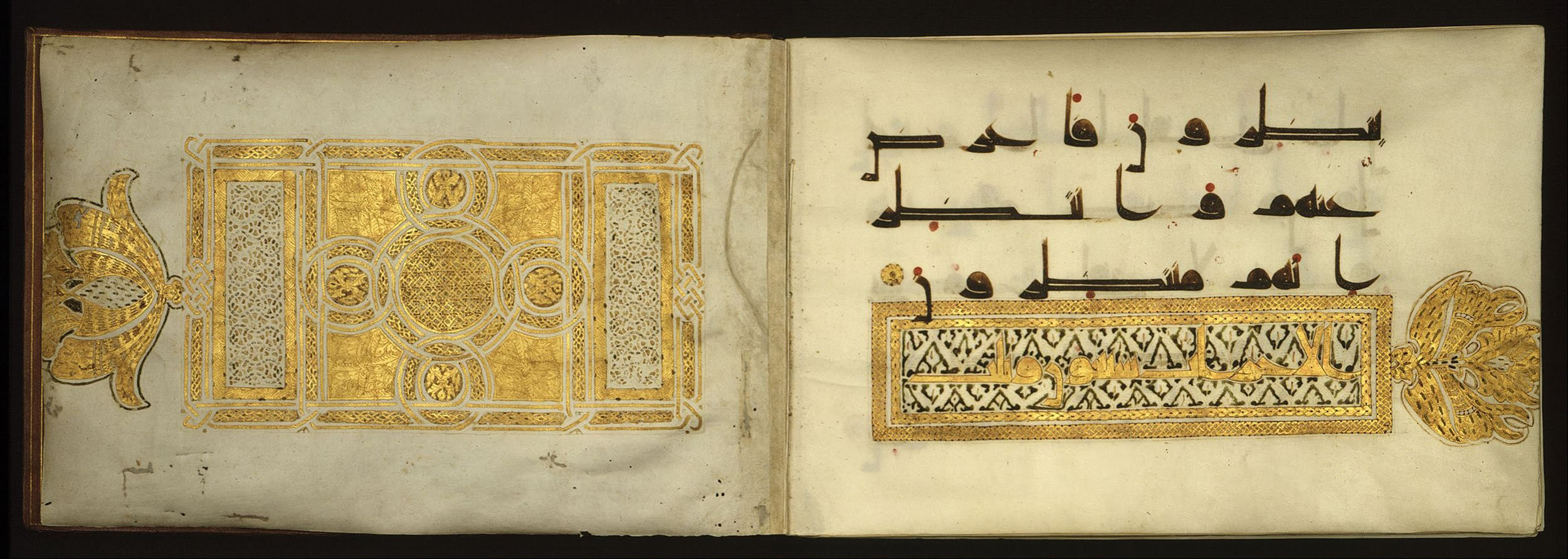
جزء من القرآن
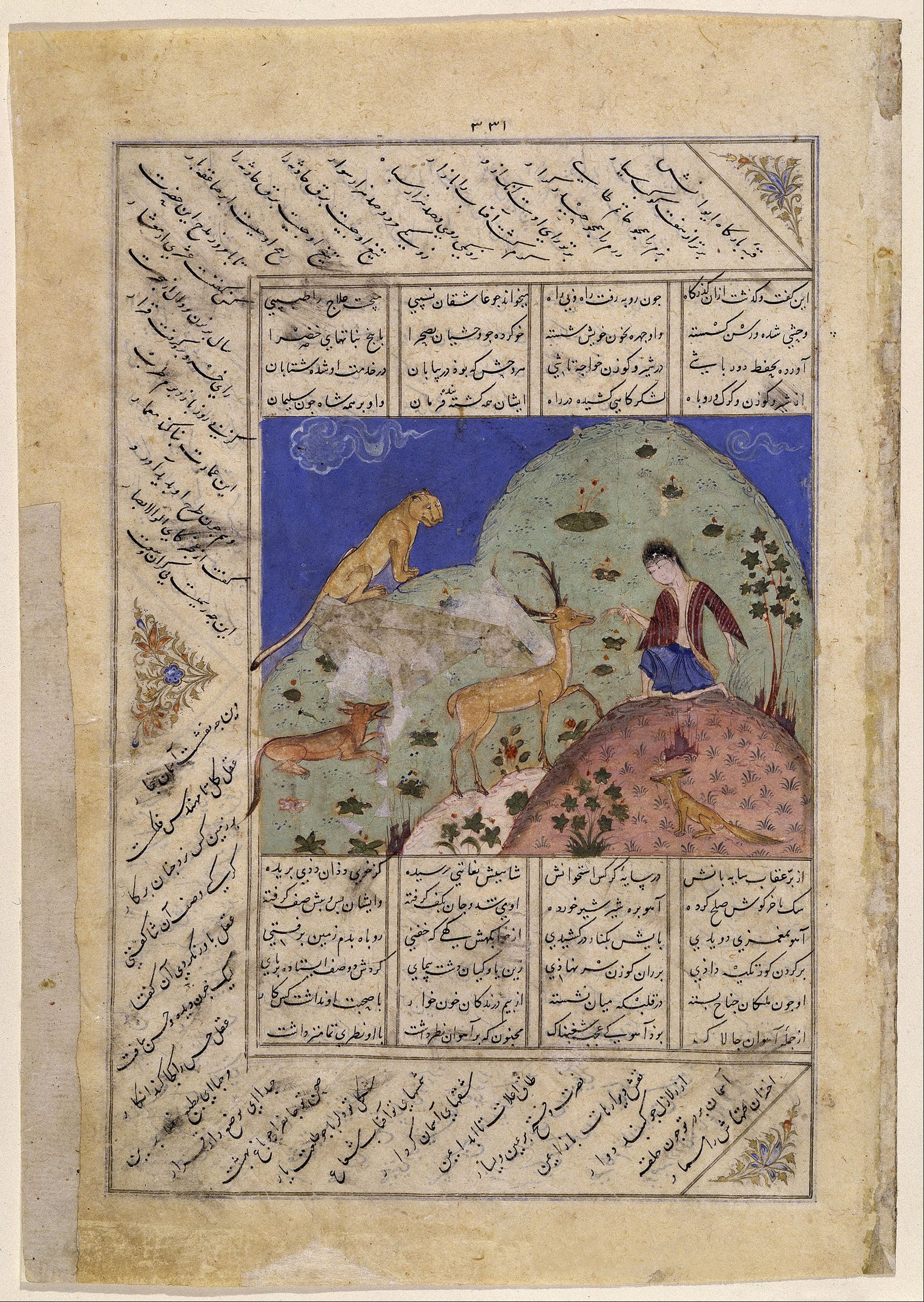
المجنون من بين الحيوانات البرية في ما يسمى بمخطوطة بايسنقر
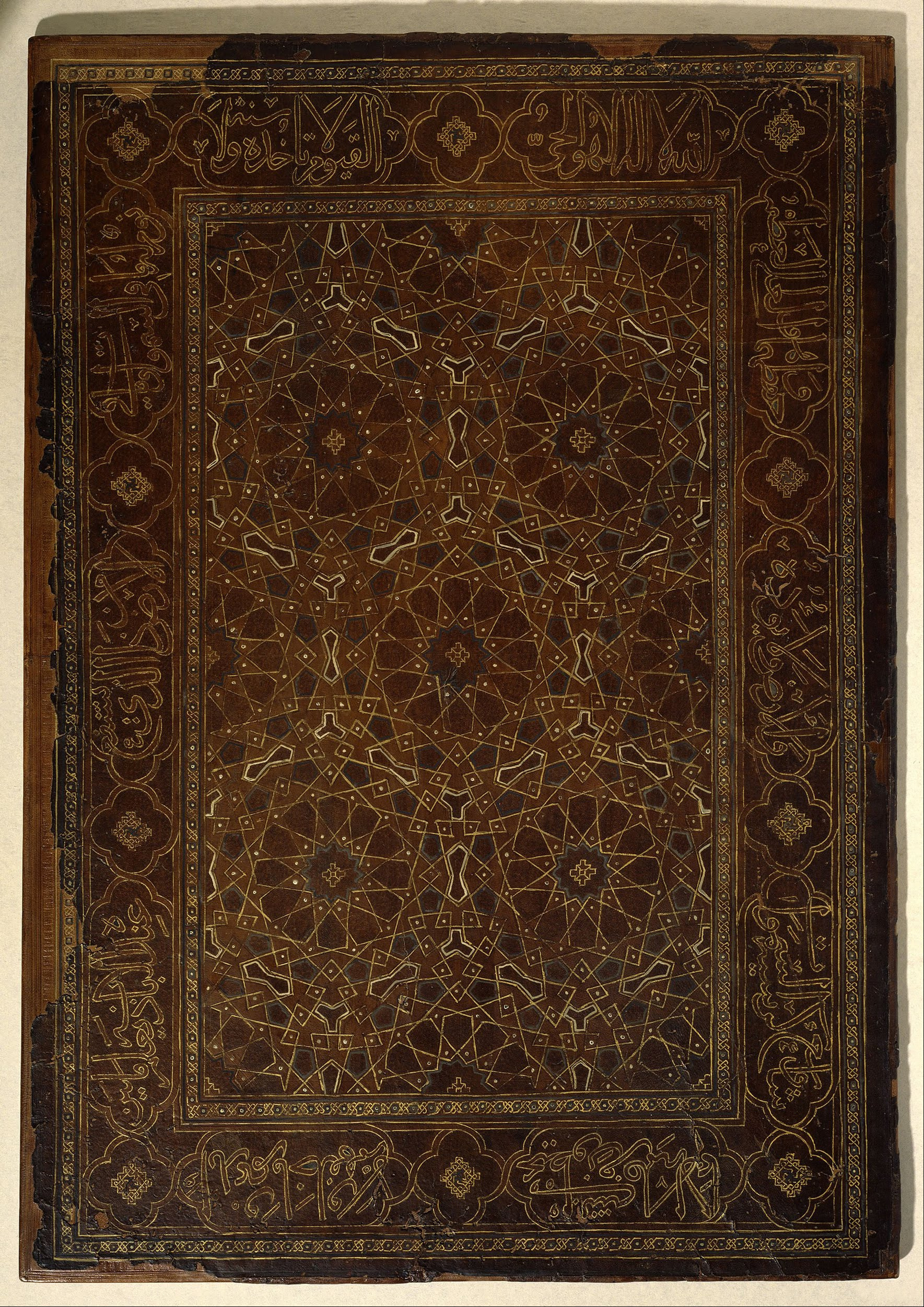
تجليد الكتاب

## تاريخ

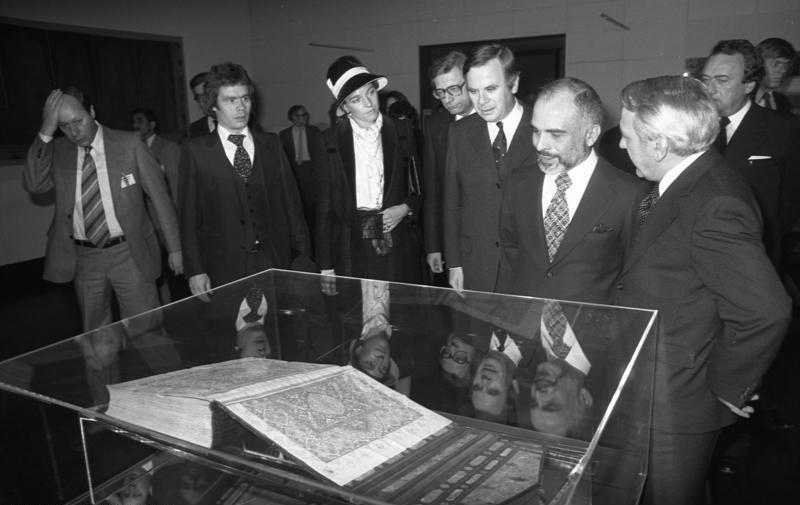
الملك حسين والملكة نور في زيارة لمتحف الفن الإسلامي (6 نوفمبر/تشرين الثاني 1978)

تأسس المتحف في عام 1904 من قبل فلهلم فون بود كقسم إسلامي في متحف القيصر فريدريش (متحف بود اليوم) وقد أنشأه فريدريش ساري في البداية كمدير فخري. أما المناسبة فهي هبة من واجهة المشتى، الذي ينشأ من غير المكتمل الأموي قصر الصحراء تقع إلى الجنوب من عمان قبل السلطان العثماني عبد الحميد الثاني إلى الإمبراطور فلهلم الثاني. بقيت أجزاء من الجزء الشرقي للواجهة وأطلال الهيكل الذي شكلت جزءاً منه في الأردن. إلى جانب 21 سجادة تبرعت بها شركة Bode، شكلت الواجهة أساس المجموعة. في متحف برغامون الذي تم بناؤه حديثًا، انتقل المتحف إلى الطابق العلوي من الجناح الجنوبي وافتتح هناك في عام 1932. بسبب الحرب العالمية الثانية، تم إغلاق المعرض في عام 1939.
على الرغم من إزالة الأعمال الفنية وتأمين الأشياء المتبقية في متحف برغامون، تعرضت المجموعة لأضرار وخسائر. انفجرت قنبلة في تدمير أحد أبراج بواجهة المشتى، وأدت قنبلة حارقة إلى حرق كل أو جزء من السجاد الثمين الموجود في قبو في دار سك العملة. في عام 1954 أعيد افتتاح المجموعة لتصبح المتحف الإسلامي في متحف برغامون. المقتنيات التي أزيلت من مناطق الاحتلال الغربي أعيدت إلى المتحف في داهلم، حيث أعيد عرضها أيضًا في عام 1954 لأول مرة بعد الحرب. من عام 1968 إلى عام 1970، أقيم معرض في قصر شارلوتنبورغ. في عام 1971، تم افتتاح المعرض الدائم لمتحف الفن الإسلامي في مبنى جديد في مجمع متحف داهلم.
في عام 1958، استلم المتحف الإسلامي في متحف برغامون الموجود في جزيرة المتاحف معظم الأعمال الفنية التي تم نقلها إلى الاتحاد السوفيتي من عام 1945 إلى عام 1946 باعتبارها أعمالًا فنية منهوبة. مع ترميم كائنات المجموعة المهمة الأخرى، أصبح من الممكن فتح جميع غرف المعارض للجمهور بحلول عام 1967. بناءً على معاهدة التوحيد، تم دمج المتحفين تنظيمياً في عام 1992 تحت اسم متحف الفن الإسلامي. في موقع داهلم، تم إغلاق المعرض في عام 1998. تم افتتاح معرض دائم مصمم حديثًا في الطابق العلوي من الجناح الجنوبي في متحف برغامون في عام 2000.

### المدراء
تم تشكيل تاريخ المجموعة بشكل كبير من قبل الرؤساء والمخرجين المعنيين، الذين أثروا في وقت واحد على تطور تاريخ الفن الإسلامي في ألمانيا.
| فلهلم فون بودي   | فلهلم فون بودي   | 1904-1921                     | 1904-1921                                    |
| فريدريش سار      | فريدريش سار      | 1921-1931                     | 1921-1931                                    |
| إرنست كونيل      | إرنست كونيل      | 1931-1951                     | 1931-1951                                    |
| الرؤساء          | الرؤساء          | جزيرة المتاحف                 | جزيرة المتاحف                                |
| كورت إردمان      | 1958-1964        | وولفجانج دودزوس               | 1959-1965 مدير المتحف الإسلامي               |
| كلاوس بريش       | 1966-1988        | فولكمار إندرلاين              | 1965-1971 مخرج بالإنابة، 1971-1978 AMT. مخرج |
| مايكل مينيكي     | 1988-1991        | فولكمار إندرلاين              | 1978-1991                                    |
| مايكل مينيكي     | مايكل مينيكي     | 1992-1995                     | 1992-1995                                    |
| فولكمار إندرلاين | فولكمار إندرلاين | 1995-2001                     | 1995-2001                                    |
| كلوز بيتر هاس    | كلوز بيتر هاس    | 1 ديسمبر 2001 - 31 يناير 2009 | 1 ديسمبر 2001 - 31 يناير 2009                |
| ستيفان ويبر      | ستيفان ويبر      | منذ 1 فبراير 2009             | منذ 1 فبراير 2009                            |

## المعارض

### المعارض الدائمة
- منذ عام 2000: الثقافات الإسلامية[13]
- منذ 2016: العلاقات بين الثقافات، السير الذاتية العالمية - الفن الإسلامي؟[14]

### المعارض الخاصة
2013
- سامراء - مركز العالم.

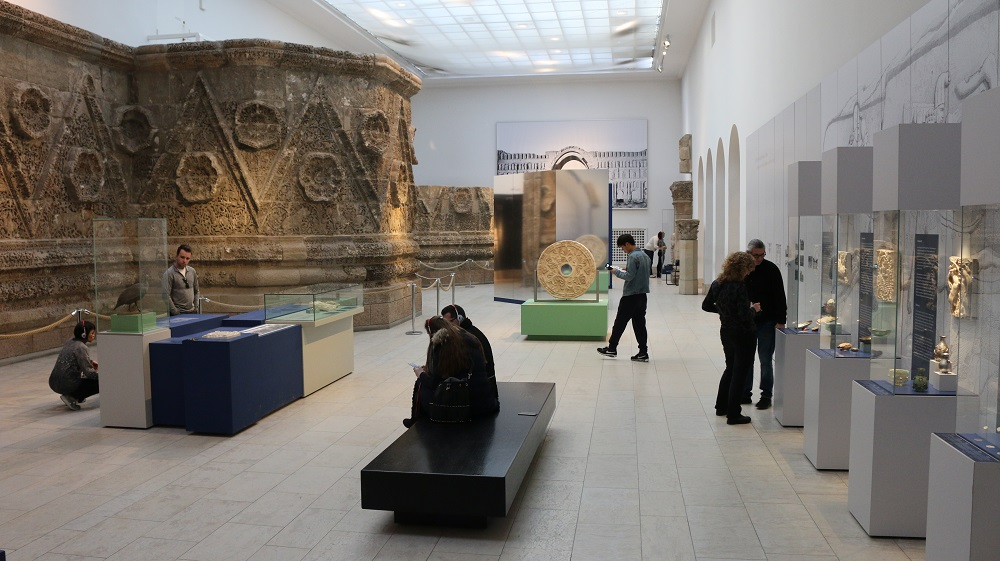
معرض خاص لـ "تراث الملوك القدماء". قطسيفون والمصادر الفارسية للفن الإسلامي (2016-2017)

- روائع من لوحات سيراجليو من الألبومات اللاصقة لهينريش فريدريش فون دييز
- في متناول الكثيرين. أقمشة مطبوعة من المقابر المصرية.
- الزخرفة واللسان: أغلفة كتب من العالم الإسلامي.

2014
- التساهل والسكر. النبيذ والتبغ والمخدرات في اللوحات الهندية.
- كبرياء وشغف. تمثيلات الرجال في فترة المغول.
- مشتى تحت المجهر. قلعة الصحراء الأردنية في صور تاريخية.
- نزهة في الحديقة. حدائق في الرسم المصغر الإسلامي
- عطيفي - أخبار من أفغانستان.
- كيف وصل الفن الإسلامي إلى برلين. جامع ومدير المتحف فريدريش سار

2016
- الرحالة الصوفيون: الصوفيون والزاهدون والرجال القديسون.
- قراءة الكلمات - كلمات الشعور مقدمة للقرآن في مجموعات برلين.
- على النقيض من سوريا. صور محمد الرومي
- تراث الملوك القدماء. قطسيفون والمصادر الفارسية للفن الإسلامي.

2017
- إيران. فجر الحداثة.
- العجب الأمين - التقاليد الكتابية في العالم الإسلامي.
- دافئ: سجاد في لوحات هندية مصغرة.

2018
- جثم | توقف. تركيب من قبل فيلكشان أونار.
- نسخ وإتقان.
- المعرض في الكتاب. كتب القصاصات الإسلامية
- فن الشريط
- مع الإحساس بالتناسب. روائع العمارة في اليمن

## مشاريع البحث والتوعية

### التنسيب في المعرض
- متحف الزمالة الدولي للمؤسسة الثقافية الفيدرالية.
- كائنات التحويل
- - قصص ثقافية من متحف الفنون الإسلامية
- ملتقى: متحف تريفبونكت - اللاجئون كمرشدين في متاحف برلين

### البحث في الخارج
- أريا أنتيكوا. هرات القديمة / 3 مشاريع
- إنشاء سجلات رقمية للممتلكات الثقافية لسوريا
- إيران: متحف محافظة يزد / المتحف الوطني بطهران
- قصر المشتى: قلعة المشطة الصحراوية الإسلامية المبكرة، الأردن
- إعادة بناء مشهد ثقافي قديم في بلوشستان، باكستان
- قلعة حلب، سوريا

### التربية الثقافية والسياسية
- منع التطرف وتطوير الوصول التعليمي المتحفي للمضاعفين المسلمين.
- الماضي المشترك - المستقبل المشترك
- تمام - المشروع التربوي لجماعات المساجد مع متحف الفن الإسلامي.

### البحث المتعلق بالمجموعات
- خراسان - أرض الشروق
- قطسيفون
- سامراء وفن العباسيين
- مشروع الرقمنة يوسف جميل

## فهرس
- متحف für Islamische Kunst (Hrsg.): متحف für Islamische Kunst. فون زابيرن، ماينز أم راين 2001، ISBN 3-8053-2681-5.
- متاحف الدولة في برلين الممتلكات الثقافية البروسية: متحف الفن الإسلامي. فون زابيرن، ماينز أم راين 2003، ISBN 3-8053-3261-0.
- ينس كروجر، Desirée Heiden (Hrsg.): إسلاميش كونست في برلينر ساملونغن. 100 متحف Jahre für Islamische Kunst في برلين. بارثاس، برلين 2004، ISBN 3-86601-435-X.
- ينس كروجر: متحف داس برلينر لفنون الإسلام في مجال الفنون الإسلامية. جاهرندرت. (ملف PDF، 692 كيلو بايت). في: XXX. دويتشر أورينتالستاج، فرايبورغ، 24. - 28. سبتمبر 2007. Ausgewählte Vorträge، herausgegeben im Auftrag der DMG von Rainer Brunner، Jens Peter Laut und Maurus Reinkowski. 2009.ISSN 1866-2943
- ستيفان ويبر: Zwischen Spätantike und Moderne: Zur Neukonzeption des Museums für Islamische Kunst im Pergamonmuseum. في: Jahrbuch Preußischer Kulturbesitz، Band XLVIII (2014)، S.226-257.
- ستيفان ويبر: Über uns und die anderen: Museen und kulturelle Bildung in der Islamdebatte. في: Jahrbuch Preußischer Kulturbesitz XLIX (2015)، S. 88–109.
- ستيفان ويبر: Jeder kann Aleppo lieben. في: ناشيونال جيوغرافيك، تشرين الثاني (2016)، س 28-32 (مشروع أرشيف التراث السوري).
- ستيفان ويبر: Kampf um und gegen Kulturgüter im Nahen Osten - Das Fallbeispiel Syrien. في: BMVg.de: Der Reader Sicherheitspolitik، آب (2016)، س 1-12 (مشروع أرشيف التراث السوري)
- ستيفان ويبر: ملتقى: متحف كنقطة التقاء. اللاجئون كمرشدين في متاحف برلين / Multaka: il museo come punto di incontro. أنا ريفوجياتي تعال مرشد نيي موسي بيرلينسي. في: علم الآثار وأنا، النظر في علم الآثار في أوروبا المعاصرة / Pensare larcheologia nellEuropa contemporana. بولونيا (2016)، س 142-45.

## روابط خارجية
- نصوص عن Museum für Islamische Kunst في فهرس مكتبة ألمانيا الوطنية
- متحف für Islamische Kunst (Staatliche Museen zu Berlin)
- Museum für Islamische Kunst bei اكتشف الفن الإسلامي
- Freunde des Museums für Islamische Kunst im Pergamonmuseum e.